# Пужець
Пужець (пол. Purzec) — село в Польщі, у гміні Седльці Седлецького повіту Мазовецького воєводства.
Населення — 195 осіб (2011).
У 1975-1998 роках село належало до Седлецького воєводства.

## Демографія
Демографічна структура станом на 31 березня 2011 року:
|          | Загалом | Допрацездатний вік | Працездатний вік | Постпрацездатний вік |
| -------- | ------- | ------------------ | ---------------- | -------------------- |
| Чоловіки | 100     | 20                 | 71               | 9                    |
| Жінки    | 95      | 15                 | 60               | 20                   |
| Разом    | 195     | 35                 | 131              | 29                   |